# Penistone
Penistone è un paese di 10.101 abitanti della contea del South Yorkshire, in Inghilterra.

## Amministrazione

### Gemellaggi
- Grindavík, Islanda[senza fonte]